# Reukbaan
De reukbaan of tractus olfactorius is een zenuwvezelbaan die loopt vanuit de reukkolf (een hersenstructuur boven de zeefplaat van het zeefbeen en onder de frontale kwab van de grote hersenen) richting een driehoekig gebied, de reukdriehoek (trigonum olfactorium). Voor de reukdriehoek (na 3 à 4 cm) splitst de reukbaan zich in twee vezelbundels, de stria olfactoria medialis en de stria olfactoria lateralis. Door haar loop bedekt de reukbaan de sulcus olfactorius, een hersengroeve in de frontale kwab. De vezels van de reukbaan zijn de uitlopers van de mijter- en pluimcellen van de reukkolf.
De term reukbaan wordt ook gebruikt om het geheel van de reukzenuw, reukkolf en tractus olfactorius aan te duiden.